# 가와니시노세구치역
가와니시노세구치역(일본어: 川西能勢口駅, かわにしのせぐちえき)은 일본 효고현 가와니시시에 있는 한큐 전철과 노세 전철의 역이다. 공동사용 역으로, 한큐 전철에서 관리한다. 역 번호는 한큐 전철이 HK-50, 노세 전철이 NS01이다.

## 역사
- 1913년
  - 4월 8일: 미노오아리마 전기궤도(현, 한큐 전철)의 노세구치역으로 영업 개시.
  - 4월 13일: 노세 전기궤도(현, 노세 전철)의 노세구치 ~ 이치노토리이 역간 개업.
- 1917년 8월 7일: 노세 전기궤도의 이케다에키마에 ~ 노세구치 역간 개업.
- 1938년 1월 31일: 노세 전기궤도의 역사 개축.
- 1965년
  - 4월 1일: 노세 전기궤도의 역을 가와니시역으로 변경.
  - 7월 1일: 게이한신 급행 노세구치 역과 노세 전기궤도 가와니시 역을 가와니시노세구치역으로 변경.
- 1966년 4월 20일: 묘켄 선 가와니시노세구치 ~ 우그이스노모리 역간 복선화에 대비하여 역 개량.
- 1980년
  - 3월 1일: 한큐 역의 노세 전철의 역간 연결 개찰 설치.
  - 6월 30일: 한큐 역의 개축 공사 준공됨[1].
- 1981년 12월 20일: 노세 전철의 가와니시코쿠테쓰마에 ~ 당역 간 폐지.
- 1990년
  - 12월 12일: 연결 개찰구를 철거하여 한큐 ~ 노세 전철 간 개찰구를 통과하지 않고 환승 가능하게 됨.
  - 12월 15일: 한큐 하행선을 고가역으로 전환됨. 고가역 2층 대합실과 지상 승강장을 잇는 가설 연결교 공용 개시.
- 1992년 12월 20일: 한큐 상행선을 고가역으로 전환. 고가 역 2층 대합실과 노세 전기 지상 플랫폼을 잇는 가설 통로 공용 개시, 10량 편성 열차의 도어 컷 해소.
- 1993년 9월 11일: 노세 전철 고가도로 용지 확보, 노세 전기 지상 승강장의 2번 선 이전. 마찬가지로 동년 12월에는 1번 선도 이전됨.
- 1995년 6월 4일: 한큐 다카라즈카 본선에 특급이 신설되어 정차역이 됨.
- 1997년 11월 16일: 노세 전철 및 한큐선과 접속하는 3번 선 완성, 특급 "닛세이 익스프레스" 운행을 개시하는 동시에 정차역이 됨. 동쪽 개찰구가 완성. 노세 전철의 정기권 매장에서 한큐 정기권의 발매 개시.
- 2006년 6월 1일: 정기권 매장을 서비스 센터 내에 이전하는 동시에 정기권 매장의 설치자가 노세 전철에서 한큐로 변경됨.
- 2013년 12월 21일: 역 번호 도입으로, 한큐는 HK-50, 노세 전철은 NS-01이 부여됨.

## 이용 가능 철도 노선
한큐와 노세는 모든 영업 열차가 정차한다.
- 한큐 전철
  - 다카라즈카 본선
- 노세 전철
  - 묘켄 선
- JR 동일본
  - 후쿠치야마 선 (JR 다카라즈카 선) 가와니시이케다역 - 보행자 데크에서 연결되고 약 550m, 도보로 약 6분 거리이다.

## 역 구조
섬식 승강장 1면 2선과 빗형 승강장 2면 3선, 합계 3면 5선의 플랫폼을 갖는 고가역이다.
개찰구(동서에 2개소)와 대합실은 2층, 승강장은 3층에 있다. 개찰 내에는 북 퍼스트 1호점이 있다.

### 승강장
| 번호 | 노선                | 방향 | 행선                                                      | 비고                                       |
| ---- | ------------------- | ---- | --------------------------------------------------------- | ------------------------------------------ |
| 1    | ■ 다카라즈카 본선   | 하행 | 다카라즈카・고베・니시노미야키타구치・니가와・이마즈 방면 |                                            |
| 2    | ■ 다카라즈카 본선   | 상행 | 오사카 (우메다)・주소・미노오・교토・기타센리 방면        | (평일 아침 저녁 출퇴근 혼잡 시간에만 사용) |
| 3    | ■ 다카라즈카 본선   | 상행 | 오사카 (우메다)・주소・미노오・교토・기타센리 방면        | (통상은 이 플랫폼에서)                     |
| 3    | □ 노세 전철 묘켄 선 |      | 닛세이추오 방면                                           | (닛세이 익스프레스)                        |
| 4    | □ 노세 전철 묘켄 선 |      | 닛세이추오・묘켄구치 방면                                 | (보통)                                     |
| 5    | □ 노세 전철 묘켄 선 |      | 닛세이추오・묘켄구치 방면                                 | (혼잡 시의 일부 보통)                      |

## 역 주변
역 고가 밑의 슈퍼 마켓, 음식점 전문점 등이 입주하는 상업 시설은 "벨 플로라"으로 명명되었으며 도로를 끼고 "EAST"와 "WEST"로 나뉜다. 또한, 옥상의 일부는 주차장이다.
역의 남북쪽 모두 시가지 재개발 사업이 완료되어 역전에는 로터리와 보행자 데크가 정비되어 재개발 빌딩과 아파트가 있다.
- 아스테 가와니시
  - 가와니시 한큐
  - 가와니시 시립 중앙 도서관
- 세이유 가와니시점
- 가와니시 시청
- 가와니시 우체국
  - 유초 은행 가와니시점(오사카 지점 가와니시 출장소)
- 미즈호 은행
- 미쓰이스미토모 은행
- 리소나 은행
- 미쓰이스미토모 신탁 은행
- 교토 은행
- 간사이 어번 은행
- 미나토 은행
- 아마가사키 신용 금고
- 코나미 스포츠 클럽 가와니시
- 효고 지방 도로 12호 가와니시사사야마 선
- 효고 지방 도로 13호 아마가사키이케다 선(산업도로)

## 인접역
| 한큐 전철 ■ 다카라즈카 본선   | 한큐 전철 ■ 다카라즈카 본선             | 한큐 전철 ■ 다카라즈카 본선                  |
| ----------------------------- | --------------------------------------- | -------------------------------------------- |
| HK-49 이케다 우메다 방면      | ■ 특급 "닛세이 익스프레스"              | 히라노(노세 전철) 닛세이추오 방면            |
| HK-49 이케다 우메다 방면      | ■ 통근특급(상행 아침 러시아워에만 운행) | 시·종착역                                    |
| HK-49 이케다 우메다 방면      | ■ 급행 ■ 준급 ■ 보통                    | 히바리가오카하나야시키 HK-51 다카라즈카 방면 |
| 노세 전철 ■ 묘켄 선           |                                         |                                              |
| 이케다(한큐 전철) 우메다 방면 | ■ 특급 "닛세이 익스프레스"              | 히라노 NS07 닛세이추오 방면                  |
| 시·종착역                     | ■ 보통                                  | 기누노베바시 NS02 묘켄구치 방면              |